# Итапекуру
Итапекуру (на португалски: Rio Itapecuru) е река в Североизточна Бразилия, в щата Мараняо, вливаща се в Атлантическия океан. Дължината ѝ е 1041 km, а площта на водосборния басейн – 54 027 km².
Река Итапекуру води началото си на 462 m н.в., от южния склон на масива Сера до Итапекуру, разположен в северната част на Бразилското плато. В горното и средното си течение протича през най-северните части на платото, като образува множество бързеи и прагове, а след град Кашиас пресича от юг на север заблатената Приатлантическа низина с бавно и спокойно течение. Влива се от юг в залива Сао Жозе на Атлантическия океан.
Основни притоци: леви – Алперкатас (200 km), Кодозиньо, Периторо (120 km); десни – Корентис, Итапекуризиньо, Гамелейра, Пирапемас (95 km), Муним (320 km, най-голям приток). Подхранването ѝ е предимно дъждовно, а пълноводието ѝ е през есента – от март до май. Средният годишен отток на 222 km от устието на реката е 253 m³/s. Плавателна е за плитко газещи речни съдове в долното си течение, до град Кашиас. Друго по-голямо селище по течението ѝ е град Кодо.